# Korbiniansapfel
La Korbiniansapfel ou KZ-3 est un cultivar de pommier domestique.

## Fruit
La Korbiniansapfel a une pulpe à cellules fines et est ferme et juteuse en même temps, son goût est considéré comme aromatique et équilibré entre le sucré et l'acide. La peau lisse de la pomme mûre est jaune-vert du côté ombragé et jaune du côté ensoleillé avec des flammes rouges.
La Korbiniansapfel mûrit entre octobre et novembre, peut être conservée jusqu'au printemps et convient à la fois comme fruit de dessert et pour la cuisine.

## Origine
Elle est l'un des quatre cultivars créés par Korbinian Aigner lors de sa détention au camp de concentration de Dachau. À ce jour, cependant, seule cette variété, qui fut plus tard également appelée Korbiniansapfel, a survécu.
Deux pommiers furent plantés au mémorial du site commémoratif de l'usine de munitions aériennes de Lübberstedt.